# Fadwa Sidi Madane
Fadwa Sidi Madane (ur. 20 listopada 1994) – marokańska lekkoatletka specjalizująca się w biegach średnich i długich.
Drużynowa wicemistrzyni Afryki juniorek w biegu przełajowym z 2011 roku. Zajęła odległą lokatę w biegu juniorów podczas mistrzostw świata w biegach przełajowych (2011). Piąta zawodniczka mistrzostw Afryki juniorów w biegu na 1500 metrów oraz wicemistrzyni świata juniorek młodszych w biegu na 2000 metrów z przeszkodami (2011). Na koniec sezonu 2011 zdobyła srebro mistrzostw panarabskich w biegu na 3000 metrów z przeszkodami.
Rekord życiowy w biegu na 3000 metrów z przeszkodami – 9:23,99 (16 lipca 2017, Rabat).